# Молодёжная общественная палата
Молодёжная обще́ственная пала́та (МОП) — российская общественная организация. Учреждена в 2006 году.

## Цели и проекты
Инициаторами создания Молодёжной общественной палаты стали руководители молодёжных крыльев политических партий, 30 общественных организации, политики Дмитрий Гудков, Константин Воронков, Алексей Навальный, Мария Гайдар и другие. При Молодёжной общественной палате действует Совет попечителей, в который входят члены Правительства РФ, лидеры политических партий, члены Общественной палаты РФ и видные российские политики. Заявлялось, что через этот совет Молодёжная общественная палата выдвигает собственные законопроекты, влияющие на государственную политику в отношении молодёжи.
Молодёжная общественная палата реализует национальную программу «Молодёжный город», национальную программу «СМС для жизни», занимается проектами в области здравоохранения, защиты детей, государственной молодёжной политики.
Проект призван объединить волонтеров помочь нуждающимся слоям населения с покупкой и доставкой продуктов питания, медицинских масок и медикаментозных препаратов. Пилотный проект запущен на территории Чеченской Республики и планирует масштабироваться по всей России.

## Концепции проектов

### Молодёжный совет ШОС
По инициативе Молодёжной общественной палаты и Российского союза молодёжи  и при поддержке российского правительства в 2009 году был учрежден Молодёжный совет Шанхайской организации сотрудничества. Совет является консультативным органом при ШОС. Председательствуют в нём все страны-участницы по очереди. Среди первых конкретных проектов в стадии обсуждения находятся организация молодёжного лагеря на озере Иссык-Куль в Киргизии.

### СМС для жизни
Программа обеспечивает бесплатное SMS-информирование молодых беременных женщин по оптимальному ведению беременности.

### Молодёжный город
Целью программы является создание небольших городов-спутников, где молодые семьи могут приобрести доступное жильё и работать в инновационных отраслях экономики, не выезжая за пределы города.

### Международный конкурс детской и юношеской литературы имени Алексея Николаевича Толстого
Молодёжная общественная палата проводит ежегодный конкурс детской и юношеской литературы имени А.Н. Толстого.
Конкурс проводится совместно с Союзом писателей России и призван поднять и укрепить престиж научного и художественного творчества